# جادوگر (فیلم ۱۹۴۹)
جادوگر (اسپانیایی: El Mago‎) یک فیلم کمدی مکزیکی به کارگردانی میگل م. دلگادو است که در سال ۱۹۴۹ منتشر شد. از بازیگران آن می‌توان به کانتینفلاس و ویکتوریو بلانکو اشاره کرد.